# Delias narses
Delias narses is een vlindersoort uit de familie van de Pieridae (witjes), onderfamilie Pierinae.
Delias narses werd in 1896 beschreven door Heller.